# Nagrobek Jana III Wazy

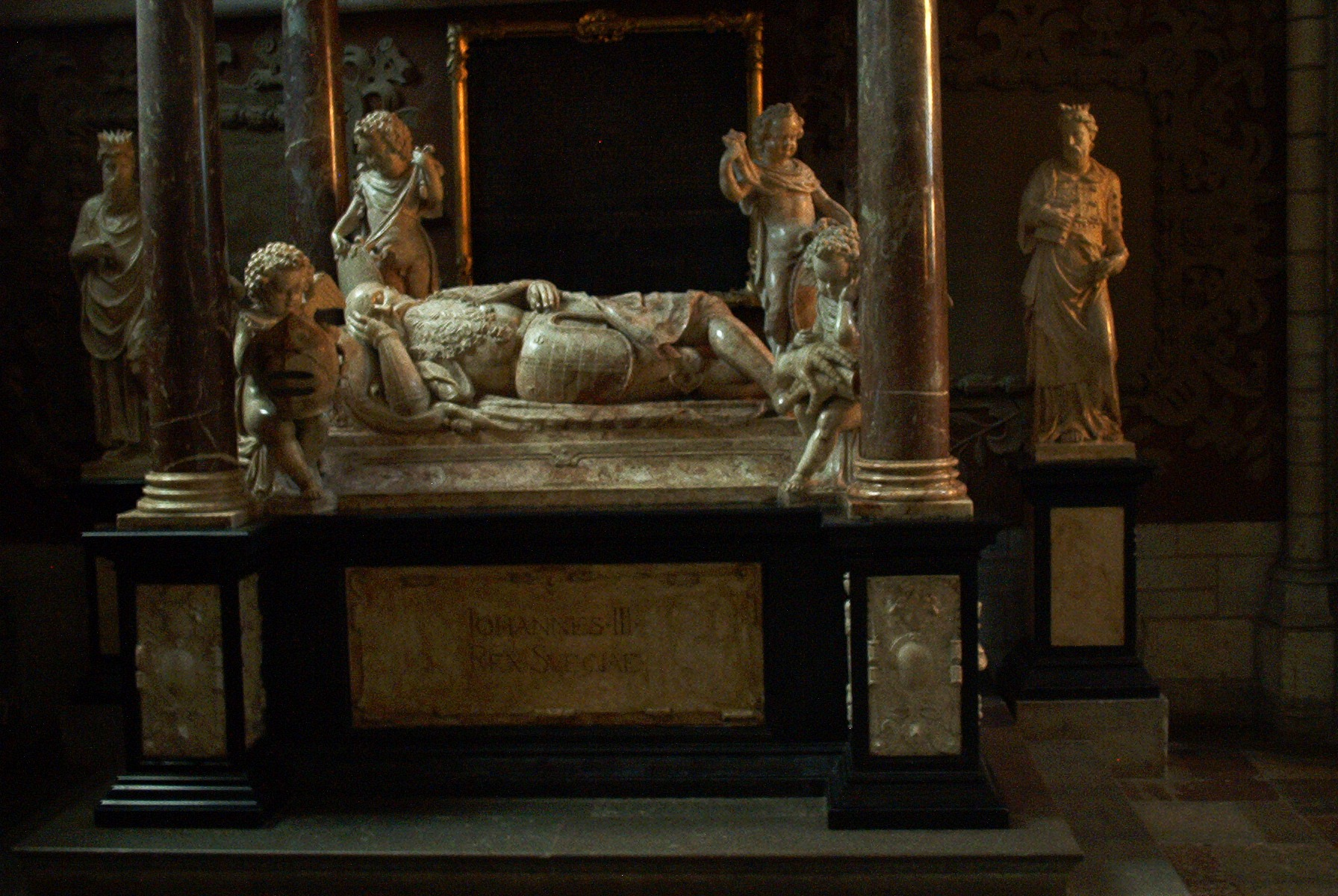
Nagrobek Jana III Wazy w katedrze w Uppsali

Nagrobek Jana III Wazy, króla Szwecji i ojca Zygmunta III Wazy jest manierystycznym dziełem gdańskiego rzeźbiarza (pochodzenia flamandzkiego) Willema van den Blocke’a znajdującym się w katedrze w Uppsali, w Szwecji.
Marmurowy nagrobek zamówili u gdańskiego artysty w 1593 r. król Zygmunt III i szwedzka Rada królewska. Honorarium rzeźbiarza miało wynieść 4000 talarów. Z początkiem 1596 r. grobowiec w formie przyściennego monumentu był gotowy do przewiezienia do Szwecji. Ponieważ jednak zamawiający nie wywiązali się z płatności, a wkrótce wybuchła wojna, pomnik spłaciła i zajęła Rada Miasta Gdańska. Znalazł się on w Wielkiej Zbrojowni, gdzie pozostawał aż do roku 1782. W późniejszym okresie elementy dzieła przewieziono do Szwecji, gdzie trafiły do kaplicy stanowiącej mauzoleum żony Jana III, Katarzyny Jagiellonki, w katedrze w Uppsali i dopiero w l. 1817–1818 zostały (niezgodnie z oryginalnym projektem) zmontowane w kompletny nagrobek. W 1893 r. pomnik został jeszcze raz przekształcony, przy czym usunięto barokowe dodatki i zestawiono nagrobek w uproszczonej, do dziś zachowanej formie, która także nie jest wierną rekonstrukcją oryginalnego założenia artysty.
Nagrobek odznacza się oryginalnym stylem i stanowi pobudkę do badania związków niderlandzkiego artysty z rodzimą, polską tradycją renesansową. Jego najbardziej charakterystycznym elementem jest leżąca postać króla, odpowiadająca w pełni schematowi znanemu ze sztuki sepulkralnej Krakowa. Zmarły leży w pełnej zbroi, pochylony lekko na bok. Nogi ma skrzyżowane, a głowa z zamkniętymi oczyma leży podparta na poduszce o wolutowej podstawie, istotnym elemencie większości nagrobków van den Blocke’a. Twarz króla jest idealizującym portretem, niepozbawionym osobistego charakteru.